# Tsolgo
Tsolgo är en ort i Estland. Den ligger i Lasva kommun och landskapet Võrumaa, i den sydöstra delen av landet, 220 km sydost om huvudstaden Tallinn. Tsolgo ligger 82 meter över havet och antalet invånare är 144.
Terrängen runt Tsolgo är mycket platt, och sluttar österut. Runt Tsolgo är det glesbefolkat, med 10 invånare per kvadratkilometer. Närmaste större samhälle är Võru, 11,6 km sydväst om Tsolgo. Omgivningarna runt Tsolgo är en mosaik av jordbruksmark och naturlig växtlighet.